# Herold van Salzburg
Herold (overleden: na 967 in Säben) was in de 10e eeuw een aartsbisschop van het aartsbisdom Salzburg en abt van de abdij van Sint-Petrus in Salzburg. In 955 is hij, in opdracht van koning Otto I de Grote, blind gemaakt als straf voor het plegen van ontrouw jegens koning Otto I. 

## Leven
Herold is afkomstig uit de adellijke en hertogelijke familie van de Luitpoldinger. Koning Otto I wilde zich met de benoeming van Herold als aartsbisschop van Salzburg hun loyaliteit te verzekeren. Herold was waarschijnlijk een zoon van graaf Albrich. Heralds voorganger als aartsbisschop,  Adalbert II, heeft diverse bezittingen in Karinthië met hem geruild. Tijdens de eerste jaren van het bewind van koning Otto I was Herold dan ook een betrouwbare opvolger van Adalbert II. Koning Otto I's bedoeling hierbij was om de macht van oude stamhertogelijke rol te verminderen ten gunste van zijn eigen rol koninklijke rol. Hij hoopte en vertrouwde hierbij op de steun van de hooggeplaatste geestelijkheid en deed om hun steun te verwerven verschillende concessies. In het jaar 940 bevestigde de koning Otto I het aartsbisdom Salzburg van het bezit van het koninklijk hof "Salzburghofen" (nu Freilassing), met inbegrip van grote inkomsten en douanerechten, in Bad Reichenhall. Tevens bevestigde Otto I de kerkelijke immuniteit van de aartsbisschop van Salzburg en de kerk met al haar abdijen en cellen en dat deze uitdrukkelijk was vrijgesteld van de grafelijke heerban (dienstplicht) en gerecht.
De drie Rijnlandse aartsbisschoppen werden benoemd aartskapelaan waaraan in het jaar 945 en de aartsbisschop van Salzburg als vierde werd toegevoegd; nadat deze laatste de zeventig daaraan vooraf gaande jaren dit ambt alleen had uitgeoefend.
Na het overlijden van de stamhertog van Beieren, Luitpoldinger Berthold I van Beieren, gaf de koning Otto I,om de centrale macht van de Duitse koningen te versterken, de functie van hertog van Beieren aan zijn broer Hendrik I van Beieren. Dit leidde ertoe dat de Zwabische hertog en neef van Hendrik I, genaamd Liudolf van Zwaben, gepasseerd werd. Dit leidde in het jaar 953 tot een eerste opstand tegen de koning door Liudolf van Zwaben samen met de betrokken Luitpoldingers. Ook in dit conflict bleef Herold in zijn rol als aartsbisschop van Salzburg - in weerwil van zijn relatie met de opstandelingen - trouw aan de koning. Koning Otto I bedankte hem hiervoor door de schenking van verschillende landgoederen aan het aartsbisdom. In deze tijd valt de activiteit van de aartsbisschop op tijdens de door de paus bijeengeroepen Universele Synode van Ingelheim (948) en Rijksdag van Augsburg (952).
In de daarop volgende onderhandelingen hadden een aantal opstandelingen van kamp gewisseld naar dat van de koning. De aartsbisschop van Salzburg wilde echter een bemiddelende rol spelen en ondersteunde daartoe nu het kamp van zijn rebellerende verwanten. Ondanks de verzoening van de opstandelingen met de koning en de dood van de leider van de rebellen, graaf Arnulf, werd het conflict pas na de slag bij Mühldorf, die vermoedelijk plaatsvond op 1 mei 955, beëindigd. Hierna werd Herold door koning Otto I gevangengenomen. De als lichtgeraakte bekendstaande koning Otto I beschuldigde aartsbisschop Herold van hoogverraad en rebellie en liet hem als straf blind maken en stuurde hem in ballingschap naar Säben.
Omdat Herold deze verbanning en afzetting niet wilde accepteren en doorging met het verrichten van liturgische handelingen bedreigde de paus in 962 hem met excommunicatie indien hij hiermee niet ophield en beschuldigde hem de voorbode van de Hongaren naar Beieren te hebben gelokt. In 967, de paus dreigde hem opnieuw met excommunicatie, welke medeondertekend was door Keizer Otto I en 59 aartsbisschoppen en bisschoppen. De schuld van Herold is echter nooit definitief bewezen.